# Claude Delacroix
Claude Delacroix (1939) is een radiopresentator van de RTBF, de Belgische Franstalige openbare omroep.
Delacroix begon zijn carrière in 1967 bij de toenmalige RTB als presentator van het jongerenprogramma Formule J. Formule J werd uitgezonden op Bruxelles Français, het huidige La Première van de RTBF. Tegenwoordig is Delacroix nog steeds te beluisteren op La Première, als presentator van Flash Back, een nostalgisch muziekprogramma dat van maandag tot vrijdag te beluisteren is. De presentatie wordt gedeeld met Jacques Baudoin.
Claude Delacroix is vooral bekend om zijn inbreng bij het Eurovisiesongfestival, dat hij namens de RTBF voor het eerst in 1970 becommentarieerde. In 1987 was hij opnieuw van de partij, toen het festival voor het eerst in België plaatsvond. Vervolgens was hij nog commentator van 1990 tot en met 1993.